# Agencia Catalana de Consumo
La Agencia Catalana de Consumo es un organismo autónomo de la Generalidad de Cataluña adscrito al Departamento de empresa y Conocimiento, creado mediante la Ley 9/2004, de 24 de diciembre. Como tal, tienen personalidad jurídica propia, autonomía administrativa y plena capacidad para cumplir todas las competencias en materia de consumo que tiene asignadas la Generalidad de Cataluña.
Pone a disposición de todos los agentes implicados en el ámbito del consumo y a toda la ciudadanía en general este web, con el objetivo que acontezca una herramienta útil y eficaz de comunicación y de información.